# Alphonse Tellier
Pour les articles homonymes, voir Tellier.
Alphonse Tellier est un homme politique français né le 29 septembre 1876 à Amiens (Somme) et mort le 29 septembre 1954 à Lillers (Pas-de-Calais)

## Biographie
Apprenti dès l'âge de 13 ans, puis ouvrier dans une fabrique de chaussures, Alphonse Tellier devient socialiste et, surtout, syndicaliste. Secrétaire du syndicat des cuirs et peaux d'Amiens en 1899, il fonde une coopérative ouvrière de cordonnerie, qui fonctionne pendant une dizaine d'années.
Conseiller municipal d'Amiens en 1902, il devient après la création de la SFIO, secrétaire de la fédération socialiste de la Somme. En 1907, cependant, il quitte le département pour prendre la direction d'une coopérative ouvrière de cordonnerie à Lillers.
Élu maire de cette ville en 1919, il accède à la députation en 1928. Battu en 1932, il retrouve son siège en 1936. En 1940, il ne participe pas au vote sur les pleins-pouvoirs à Philippe Pétain. Resté maire de Lillers pendant l'occupation, son attitude durant cette période est cependant jugée suffisamment patriotique. Il cesse cependant en 1944 toute activité politique.

## Sources
- « Alphonse Tellier », dans le Dictionnaire des parlementaires français (1889-1940), sous la direction de Jean Jolly, PUF, 1960 [détail de l’édition]
- Dictionnaire biographique du mouvement ouvrier français, notice de Justinien Raymond et Jean Gaumont